# Kolberg (Film)
Kolberg ist ein 1943 bis 1944 gedrehter deutscher Historienfilm des Regisseurs Veit Harlan, der als Propagandafilm in der letzten Phase des Zweiten Weltkriegs den Durchhaltewillen der Deutschen stärken sollte. Er entstand im Auftrag und unter der Aufsicht des Propagandaministers Goebbels. Der Film bezog sich auf die erfolgreiche Verteidigung Kolbergs im Jahr 1807 und sollte die Auflehnung gegen einen übermächtigen Feind symbolisieren.
Der Agfacolor-Film der UFA basiert auf dem Schauspiel Colberg von Paul Heyse und der Autobiografie Joachim Nettelbecks. Die Uraufführung des „Durchhaltefilms“ fand am 12. Jahrestag der nationalsozialistischen Machtergreifung, dem 30. Januar 1945, gleichzeitig in Berlin (Tauentzien-Palast, Ufa-Theater Alexanderplatz) und in der umkämpften Atlantikfestung La Rochelle statt, wodurch er zu den während der NS-Zeit im Deutschen Reich uraufgeführten deutschen Spielfilmen gehört.

## Handlung
Der Film beginnt mit einer Rahmenszene im Breslau des Frühjahrs 1813, wohin sich der preußische König Friedrich Wilhelm III. aus dem französisch besetzten Berlin zurückgezogen hatte. Der forsche Offizier August Neidhardt von Gneisenau, zu diesem Zeitpunkt bereits Generalmajor, bedrängt den sich zunächst sträubenden König zu einem Aufruf an das in großen Massen kampfbereit durch Breslaus Straßen ziehende Volk, den Kampf gegen die Franzosen aktiv zu unterstützen: „Damals in Kolberg, da ist mir der Gedanke aufgekommen, der Gedanke eines Volksheeres …“ Der König wendet ein, dass er, Gneisenau, als großer „Sieger“ von Kolberg gelte, doch Gneisenau erklärt ihm, dass damals die Dinge anders gelegen hätten, wie der Zuschauer nun in einer langen Rückblende erfährt.
Die Handlung springt zurück ins Jahr 1806. Zunächst wird die Abdankung Franz’ II. als letzter Kaiser des Heiligen Römischen Reiches Deutscher Nation am 6. August 1806 in Wien gezeigt. Dann schwenkt das Geschehen nach Kolberg, wo fröhliche Volksfeste im Gange sind. Bei einem Biertisch-Gespräch zwischen dem Bürger-Repräsentanten Joachim Nettelbeck, dem Reeder Gollnow und dem jungen Musikstudenten Claus Werner kommt es nach dem Studium einer vom Imperator herausgebrachten Proklamation zum Streit; Nettelbeck ist für Widerstand, der geschäftsorientierte Reeder für Unterwerfung. Nachfolgend besucht Nettelbeck Werners Vater, einen Bauern, und berichtet über die vom Stadtkommandanten wegen der Feierlichkeiten geheimgehaltenen Niederlagen bei Jena und Auerstedt. Dann schwenkt der Plot kurz nach Potsdam, wo sich Kaiser Napoleon I. am Grab von Friedrich dem Großen fragt, ob er bis hierher gekommen wäre, wenn dieser noch lebte. Zurück in Kolberg empfängt Werners Tochter Maria ihren geschlagen aus Auerstedt heimkehrenden Bruder Friedrich, der beim Vater um Quartier für den ihn begleitenden verwundeten Leutnant Ferdinand von Schill bittet. In der Kommandantur kommt es derweil zur verbalen Auseinandersetzung zwischen Nettelbeck, der sich Ratschläge über Menge und Art der Lagerung von Wintervorräten verbittet, und Oberst Ludwig Moritz von Lucadou: „Ich stehe hier im festen Auftrag meines Königs. Aber der lautet nicht, dass ich den Bürgern ihre Kohlsuppe koche!“ Auch in der Bevölkerung rumort seit Längerem, dass Lucadou ein unfähiger und ignoranter Militär sei; zudem erfährt Schill, bei dem sich eine Liebelei mit Maria anbahnt, dass etliche der zu den Verteidigungsanlagen auf den Wällen gehörenden Kanonen nicht mehr zu gebrauchen sind.
Hernach macht sich Schill an die Rekrutierung und Ausbildung von Freiwilligen; gegenüber dem erneut boshaft reagierenden Lucadou beweist er, dass ihn der König dazu ermächtigt hat. Des Kommandeurs abfällige Bemerkung, warum er nicht dort agiere, wo der Krieg tobe, kontert Schill: „Ich glaube, der Krieg wird bald zu uns kommen. Wir brauchen ihm nicht nachzulaufen.“ Im Stadtrat (hier „Zehn-Männer-Rat“) verliest Nettelbeck einen Brief des Generalgouverneurs für Pommern; die Franzosen wollen keinen Angriff, sondern eine kampflose Übergabe der Festungsanlagen und von den Bürgervertretern den Eid auf Napoleon, abzulegen in Stettin. Der daraufhin einsetzende Streit – besonders heftig wieder zwischen Nettelbeck und Gollnow geführt – wird vom Eintreffen eines Emissärs unterbrochen, dem vom Versammlungsleiter freilich harsch klargemacht wird: „… Die freien Bürger der alten Hansestadt Kolberg wollen sich lieber unter den Trümmern ihrer Mauern begraben lassen, als ihren Eid auf den König und Herrn zu brechen!“ Schnitt hinüber zum aufgebrachten Napoleon, der einem seiner Offiziere den unmissverständlichen Befehl erteilt, die Kolberger zu demoralisieren oder die Stadt dem Erdboden gleichzumachen.
Kurz nach dem Jahreswechsel versorgen sich die Kolberger auf Vermittlung Schills mit schwedischen Kanonen, was Lucadou ein weiteres Mal in Rage versetzt. Und da auch Nettelbeck der Geduldsfaden reißt, zieht dieser unbedacht einen Säbel gegen den Kommandanten, worauf er verhaftet und zum Tode durch Erschießen verurteilt wird. Das kann verhindert werden, weil zum einen
die französischen Truppen anrücken und zum anderen die sonst recht ängstlichen Stadträte bei Lucadou intervenieren – Nettelbeck wird begnadigt. Derweil kommt es auf dem Hof der Werners zu einem Drama, denn der inzwischen zum Rittmeister beförderte Schill schlägt ernsthaft vor, das Anwesen zu zerstören, weil es Angreifern zu viele Vorteile bzw. Schutz böte. Der wegen eines kurz zuvor von Franzosen in seinem Haus abgehaltenen Saufgelages innerlich geknickte Bauer willigt zum Entsetzen von Maria ein und kommt ums Leben. Maria wird mit einem geheimen Brief Nettelbecks zum König nach Königsberg geschickt; sie ist die einzige, die als junge Frau durch den Belagerungsring der Franzosen gelangen könnte. Tatsächlich erfüllt sie ihre Mission und Königin Luise zeigt große Dankbarkeit für den kolossalen Mut der Kolberger. In dem Schreiben war die Ablösung Lucadous erbeten worden; wenig später trifft der jugendlich-forsche Major August von Gneisenau in der Hansestadt ein. Allerdings verläuft die erste Begegnung mit Nettelbeck wenig erfreulich für letzteren, denn Lucadou hatte seinen Amtsnachfolger über Aufsässigkeit und eigenmächtiges Handeln des Bürger-Repräsentanten informiert. Nach längerem Disput einigen sich die beiden, im Interesse der Sache zu kooperieren.
Schon kurze Zeit später reitet Gneisenau eine erste Attacke gegen die Belagerer. Einigen kleinen Teilerfolgen, wozu auch die von Nettelbeck organisierte Flutung der südlichen Vorstadt beiträgt (dabei stirbt Claus Werner beim Versuch, seine Geige zu retten), folgt die Ernüchterung. Nach dem Fall von Danzig sind nämlich zusätzliche französische Kräfte frei geworden, und der Feind rückt nun mit einer gigantischen Übermacht auf Kolberg vor. Gneisenau denkt kurz an Kapitulation, wird aber von Nettelbeck umgestimmt: „Wir haben doch unsere letzte Kugel noch gar nicht verschossen, Herr Kommandant. […] Sie sind nach Kolberg kommandiert, aber wir … wir sind hier groß geworden. Wir kennen hier jeden Stein, jede Ecke, jedes Haus. Wir lassen doch nicht los, und wenn wir uns mit unseren Nägeln in unseren Boden einkrallen, an unserer Stadt. Wir lassen nicht los.“ Obwohl in Tilsit inzwischen Friedensverhandlungen laufen, ordnet der französische Befehlshaber – angetrieben vom Versprechen Napoleons, dem Eroberer Kolbergs einen Adels-Titel zu schenken – den Sturm auf die Stadt von der überschwemmten Südseite her an; die hohen Verluste machen andere Offiziere des französischen Stabs wütend. Ein französischer General der Artillerie befiehlt, das Kanonenfeuer auf Kolberg einzustellen. Somit ist die Stadt, obwohl stark zerstört, doch noch gerettet. Am Ende tröstet Nettelbeck sein Patenkind Maria, das während des Konflikts alles verloren hat, auch den geliebten Rittmeister von Schill, der auf dem Seeweg nach Stralsund abgereist ist, um Hilfe herbeizuholen.
Ende der Rückblende. Die letzten Worte gehören dann wieder von Gneisenau, der in Breslau seinen König bedrängt: „Und wenn heute im Jahre 1813, sechs Jahre später, wieder der Bürger aufsteht, das Volk aufsteht, Majestät, dann ist es beseelt von jener geheimnisvollen Kraft und dem Beispiel, das ihm die Kolberger einmal gaben. Sie trachten danach, den Bürgern von Kolberg zu gleichen, sie wollen die Fesseln endgültig abschütteln. Das Volk steht auf zur kommenden Völkerschlacht, Majestät. Der Sturm bricht los!“ Wie schon zu Beginn ziehen Tausende durch die Straßen von Breslau und singen kämpferisch: „Das Volk steht auf …“

## Produktion
Goebbels ordnete in einem Schreiben an Harlan vom 1. Juni 1943 den Film an und führte dabei die gewünschte propagandistische Funktion des Films aus:

„Hiermit beauftrage ich Sie, einen Großfilm ‚Kolberg‘ herzustellen. Aufgabe dieses Films soll es sein, am Beispiel der Stadt, die dem Film den Titel gibt, zu zeigen, daß ein in Heimat und Front geeintes Volk jeden Gegner überwindet. Ich ermächtige Sie, alle Dienststellen von Wehrmacht, Staat und Partei, soweit erforderlich, um ihre Hilfe und Unterstützung zu bitten und sich dabei darauf zu berufen, daß der hiermit von mir angeordnete Film im Dienste unserer geistigen Kriegführung steht.“

Gedreht wurde der Film vom 22. Oktober 1943 bis zum August 1944 in der Ufastadt Babelsberg. Die Außenaufnahmen entstanden in Kolberg, Königsberg, Berlin und Umgebung.
Der dreizehnte deutsche Farbfilm war zugleich der einzige „durch und durch propagandistische Spielfilm“ und mit 8,8 Millionen Reichsmark Produktionskosten der teuerste, den die nationalsozialistische Filmpolitik hervorbrachte. Es wirkten tausende Soldaten der Wehrmacht als Statisten mit sowie mehr als tausend Pferde, was angesichts der schwierigen Kriegslage einen gewaltigen Aufwand bedeutete. Auch Zivilisten aus der Umgebung nahmen wie üblich als Statisten am Dreh teil, unter anderen Egon Krenz. Um das Drehen von Schneeszenen im Sommer zu ermöglichen, wurden 100 Eisenbahnwaggons mit Salz zu den Drehorten in Pommern gebracht. Wie der an diesem Film als Regieassistent und Schnittmeister beteiligte Wolfgang Schleif 1979 in einem Fernsehinterview berichtete, verfügte der bei Kolberg als Pyrotechniker tätige Erwin Lange über einen Etat von 400.000 RM.
Goebbels ließ den Film nach Fertigstellung erheblich kürzen, weil er in Anbetracht der verheerenden Bombenangriffe auf deutsche Städte die aufwändigen Szenen, in denen Kolberger Bürger von der übermächtigen Artillerie Napoleons dahingemetzelt werden, dem deutschen Zuschauer nicht zumuten wollte. Dem Schnitt fiel auch die Todesszene des Prinzen Louis Ferdinand zum Opfer, was im gedruckten Programmheft nicht berücksichtigt wurde; dort werden die Figur und der Darsteller Jaspar von Oertzen noch genannt.

## Rezeption

### Zeitgenössisch
Die Premiere fand am 30. Januar 1945 zugleich in dem von den Alliierten eingeschlossenen U-Boothafen La Rochelle und im Tauentzienpalast in Berlin statt. Später kam der Film in den eingeschlossenen Städten Königsberg, Breslau, Danzig und anderen Großstädten in die Kinos. Er wurde ebenfalls in den Jugendfilmstunden der HJ sowie vor Rekruten der Wehrmacht und der Waffen-SS gezeigt. In Berlin lief der Film wie auch Münchhausen bis in den April hinein in zwei Großkinos mit über 2000 Plätzen, wurde aber immer weniger besucht: Im März 1945 kamen am 31. Spieltag in den 1053 Plätze fassenden Berliner Tauentzien-Palast zur Vormittagsvorstellung nur 91 Besucher und am Nachmittag nur 204, während jede Vorstellung von Münchhausen ausverkauft war. Der Inhalt des Films interessierte das Publikum nicht. Kolberg kam offenbar zu spät, um die erhoffte Propagandawirkung zu erzielen. Als sowjetische und polnische Truppen am 18. März 1945 Kolberg eroberten, untersagte Goebbels, dies im Wehrmachtbericht zu erwähnen.
Im Film sieht man marschierende Menschen, die in Anlehnung an das Gedicht Männer und Buben von Theodor Körner singen: „Das Volk steht auf, der Sturm bricht los!“ Fast dieselben Worte hatte Goebbels im Februar 1943 am Ende seiner Sportpalastrede benutzt: „Nun, Volk, steh’ auf, und Sturm, brich los!“.
Kolberg war der letzte Film, der mit dem Prädikat „Film der Nation“, der höchsten Auszeichnung für Filme im nationalsozialistischen Deutschland, ausgezeichnet wurde.

### Nachkriegszeit
Der Film wurde nach 1945 in allen vier Besatzungszonen verboten. Er kam 1965 unter dem Titel Kolberg – Der 30. Januar 1945 neu in die Kinos. Die Neufassung war mit dokumentarischen Einschüben versehen, die dem Publikum an den entsprechenden Stellen die Parallelen zur nationalsozialistischen Propaganda deutlich machen sollten. Im Begleitmaterial wurde Veit Harlan mit unwahren Behauptungen zur Entstehung des Films zitiert (angeblich direkte Weisung Hitlers, Verschweigen der Vorlage von Paul Heyse), zur Zahl der Statisten (angeblich 187.000 Mann oder 18 Wehrmacht-Divisionen) und zum historischen Hintergrund (angebliche Besetzung Kolbergs durch die Franzosen nach dem Tilsiter Frieden), die seither in anderen Veröffentlichungen ungeprüft weitergegeben werden. Der Film wurde nach kurzer Zeit infolge zahlreicher Proteste abgesetzt.
Der Fernsehsender Arte zeigte die Originalfassung des Films am 22. März 1998 anlässlich eines Themenabends zu Heinrich George im Anschluss an eine Dokumentation zu seiner Entstehungsgeschichte. Am 4. Dezember 2017 wurde Kolberg bei ARTE im Rahmen der Retrospektive „100 Jahre UFA“ in einer von der Friedrich-Wilhelm-Murnau-Stiftung rekonstruierten Fassung ein weiteres Mal ausgestrahlt. Vorangestellt war die neuproduzierte 10-minütige Dokumentation Propaganda in Agfacolor.
Kolberg kann als Vorbehaltsfilm nur mit Zustimmung der Friedrich-Wilhelm-Murnau-Stiftung und zu ihren Bedingungen gezeigt werden. Die Stiftung stellt für die Interessenten „Arbeitsmaterialien“ zur Verfügung, die sich auf das Begleitmaterial von 1965 stützen. Der Text wiederholt die unwahre Behauptung vom „anschließenden Einzug der Franzosen“ in Kolberg nach dem Ende der Belagerung.

## Trivia
In einer Szene, in der im Hause Nettelbeck Neujahr 1807 begangen wird, spielt der Musikstudent Claus Werner den 1. Satz von Beethovens Mondscheinsonate (ab Minute 36).